# Мей Варвара Павлівна
Варвара Павлівна Мей  (1912—1995) — радянська артистка балету і педагог, авторка навчально-методичного посібника «Азбука класичного танцю». Заслужений діяч мистецтв Російської РФСР (1969).

## Біографія
Варвара Мей народилася 5 січня 1912 року в Петербурзі.
Після закінчення Ленінградського хореографічного училища (випуск педагога Агрипини Ваганової), з 1929 по 1967 рік — артистка балетної трупи Ленінградського театру опери і балету ім. Кірова.
У 1938 році почала викладати класичний танець в рідному училищі. Почавши з молодших класів, пізніше викладала у старших та випускних.
У 1940 році закінчила педагогічні курси, які вела при училищі Агрипина Вагановоа. У 1951 році під керівництвом Ваганової закінчила педагогічне відділення при Ленінградській консерваторії.
У 1964 році спільно з іншою своєю ученицею Ваганової, Надією Базаровою, випустила присвячену балетної методикою книгу «Азбука класичного танцю».
Працювала в Ленінградському хореографічному училищі до 1975 року, проявивши себе як талановитий педагог і вдумливий методист, продовжувачка педагогічних традицій і підходу, закладених Ваганової.
В 1971—1972 роках викладала в Каїрі, у вищому балетному університеті. У 1975—1977 роках працювала в Ташкентському хореографічному училищі, у 1977—1982 роках — у Київському хореографічному училищі, де вела як випускні, так і молодші класи.

## Нагороди та звання
- 1969 — Заслужений діяч мистецтв РРФСР (1969).